# Neudorf (Dresden)

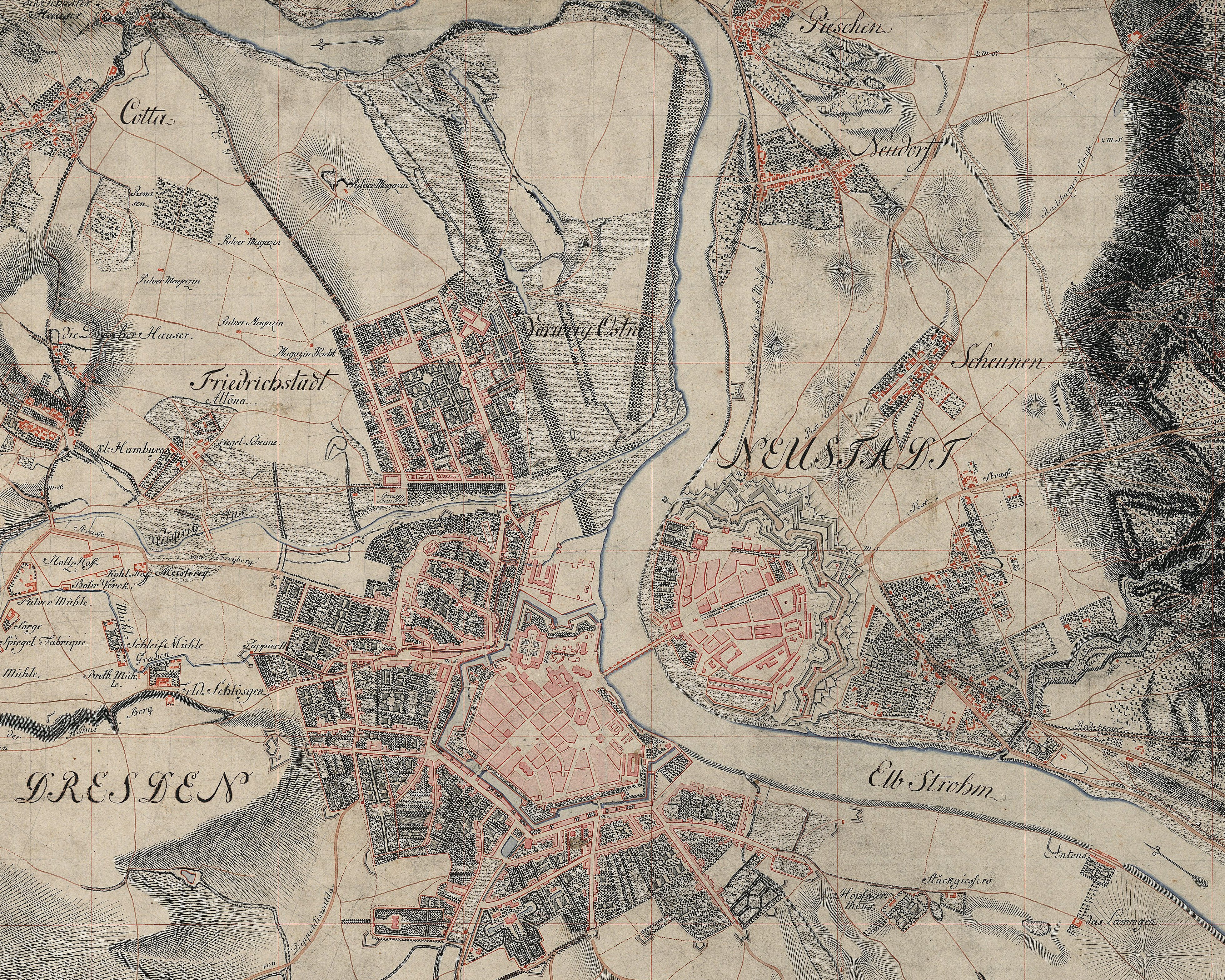
Neudorf auf dem Meilenblatt von 1785 (oberhalb von Neustadt; Karte ist nicht eingenordet)

Neudorf, auch Stadt Neudorf genannt, ist eine im 16. Jahrhundert entstandene vorstädtische Siedlung von Dresden, welche heute zur Leipziger Vorstadt gehört.

## Lage

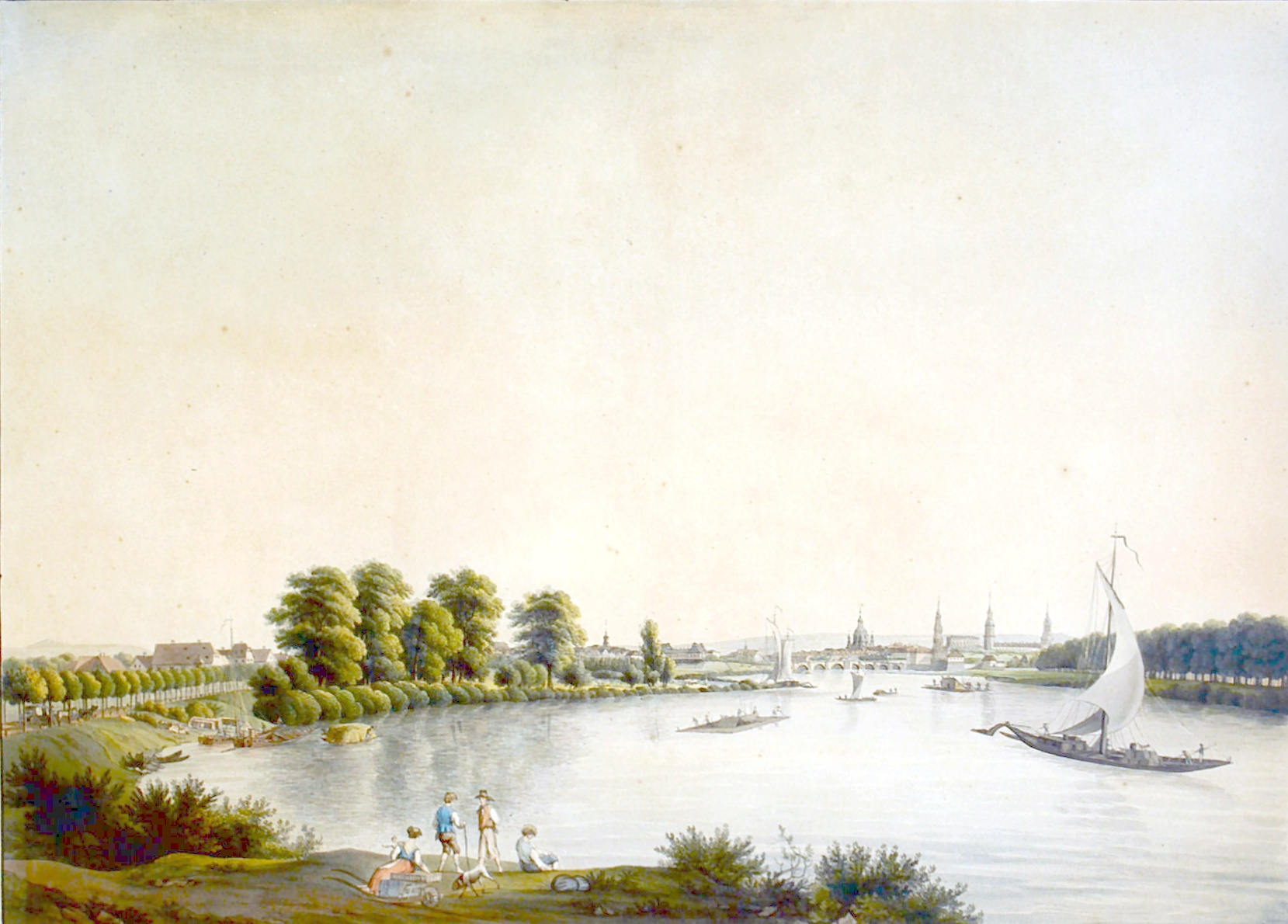
Elblandschaft bei Neudorf (links) und Ostragehege (rechts), im Hintergrund die heutige Innere Altstadt Dresdens; aquarellierter Stich von Christian Gottlob Hammer, um 1805

Die um 1550 entstandene Siedlung erstreckte sich zu beiden Seiten einer bis 1866 als Dorfgasse bzw. Hauptstraße bezeichneten Straße und bestand aus ca. 50 kleinen Gehöften. Heute wird diese Straße als Moritzburger Straße bezeichnet. Die nordwestliche Flurgrenze zu Pieschen lag an der heutigen Oschatzer Straße, die nordöstliche ungefähr im Verlauf der Bahnstrecke Leipzig–Dresden. Im Südosten reichte die Neudorfer Flur bis in die Nähe des Bahnhofes Dresden-Neustadt, im Südwesten bildete die Elbe eine natürliche Grenze. Auch die vorgelagerte Elbinsel Neudorfer Werder gehörte zur Gemarkung von Neudorf, die heute Teil der Gemarkung Neustadt ist.

## Geschichte

### Von der Gründung bis zum 19. Jahrhundert

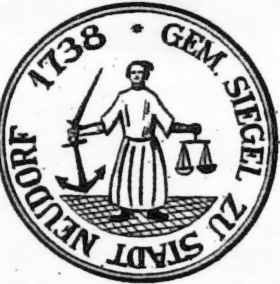
Gemeindesiegel Neudorf

Am 15. März 1546 erließ der sächsische Herzog Moritz eine Verfügung zur Umsiedlung von 29 Familien aus dem rechtselbischen Altendresden, um deren Grundstücke für den Ausbau der Dresdner Stadtbefestigung nutzen zu können. Die betroffenen Bewohner wurden dabei mit Grundstücken nordwestlich der Stadt am alten Bischofsweg sowie kostenlosem Baumaterial entschädigt. Außerdem durften sie die unweit der neuen Siedlung gelegene Elbinsel Neudorfer Werder zur Heugewinnung nutzen und behielten verschiedene städtische Privilegien, u. a. das Recht, ihre Produkte ohne Zahlung des üblichen Marktpfennigs auf dem Dresdner Markt verkaufen zu dürfen. Versuche des Dresdner Rates, diese Rechte später einzuschränken, führten wiederholt zu Konflikten zwischen der Gemeinde Neudorf und der Stadt Dresden. Wirtschaftlich lebten die Einwohner von der Landwirtschaft und vom Gartenbau, ein Zusatzeinkommen verdienten sich viele als Elbschiffer. 1661 wurde erstmals eine Schiffsmühle erwähnt, welche mehrfach ihren Standort wechselte und noch bis Mitte des 19. Jahrhunderts existierte.
Der neu gegründete Ort bildete ein meist aus kleineren bäuerlichen Anwesen bestehendes Straßendorf zu beiden Seiten der heutigen Moritzburger Straße. Offiziell wurde die neue Ansiedlung als „Nawe Stadt“ bzw. „Nawe Sorge“ bezeichnet, später auch als „Stadt Neudorf“, obwohl der Ort nie das Stadtrecht besaß. Innerörtliche Angelegenheiten wurden durch einen eigenen Gemeindevorstand geregelt, während wichtige Entscheidungen weiterhin der Zustimmung der Stadt Dresden bzw. des Landesherren bedurften.
Bedingt durch die Lage am Rand zweier Fernstraßen war Neudorf wiederholt von militärischen Aktionen betroffen und hatte unter häufigen Einquartierungen von fremden Soldaten zu leiden, so im Zweiten Schlesischen Krieg 1745, im Siebenjährigen Krieg 1759 und im Zusammenhang mit der Schlacht um Dresden 1813. Da Neudorf als Bestandteil der Dresdner Neustadt galt, mussten die Einwohner auch einheimische Soldaten beherbergen und waren zur Zahlung von Militärgeld verpflichtet. 1738 und 1741 wurde die Hälfte des Ortes bei Bränden zerstört. Den letzten großen Dorfbrand gab es am 7. August 1802, wobei 16 Gehöfte des Unterdorfes zerstört wurden.
Im 19. Jahrhundert rückte die Gärtner- und Häuslergemeinde ins Blickfeld von Unternehmern, welche die günstige Lage des Ortes an der 1839 eröffneten Bahnstrecke Leipzig–Dresden und die niedrigen Grundstückspreise und Gemeindesteuern für Ansiedlungen nutzten. Als größtes Unternehmen wurde 1854 auf Neudorfer Flur die Dresdner Niederlassung der Keramikfabrik Villeroy & Boch gegründet.

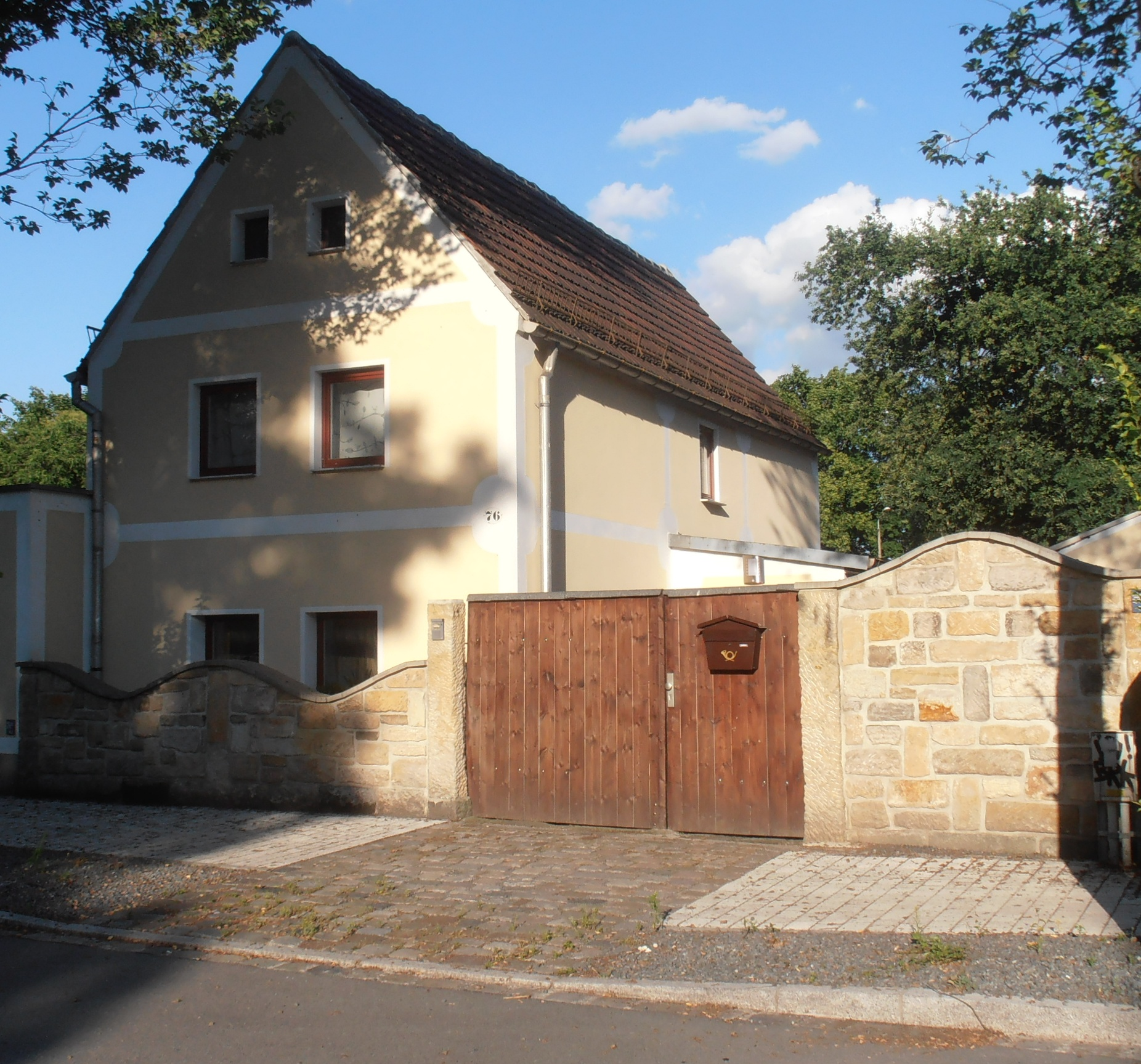
Moritzburger Straße 76, das letzte noch vorhandene Haus des alten Dorfkerns

### Eingemeindung nach Dresden und weitere Entwicklung
Durch Landverkäufe und die Verabschiedung der Sächsischen Landgemeindeordnung von 1838 bekam Neudorf immer größere finanzielle Probleme. Insbesondere die Armenfürsorge konnte nicht mehr getragen werden. In einem Schreiben vom 29. Juni 1855 erklärte der Gemeindevorsteher, dass „nichts weiter übrig bleiben [wird], als daß die Gemeinde Neudorf auch mit zu dem Armenverband der Stadt Dresden gezogen werde“. Eine erste diesbezügliche Forderung im Neudorfer Gemeinderat an den Dresdner Stadtrat erfolgte zwei Jahre später. Im April 1859 erfolgte eine Ablehnung, da die Lasten für die Stadt durch die Eingliederung zu groß schienen. Erst nach einer Intervention bei der Königlichen Kreiskommission erfolgte ein Umdenken des Stadtrats: Am 22. Oktober 1861 wurde eine Deputation gewählt, welche Verhandlungen mit Neudorf aufnahm. Wieder vergingen fast zwei Jahre bis zu einer Vorberatung im Dresdner Rathaus.
Am 20. Dezember 1865 wurden die Verhandlungen mit einem Vertrag abgeschlossen und zehn Jahre nach der ersten Anfrage erfolgte am 1. Januar 1866 die Eingemeindung mit der Bezeichnung Vorstadt Neudorf. Per Stadtratsbeschluss vom 29. Oktober 1874 wurde die Gemarkung in die Leipziger Vorstadt eingegliedert. Durch die zunehmende Bebauung mit großstädtischen Mietshäusern ging der dörfliche Charakter weitgehend verloren und Neudorf entwickelte sich zu einem dichtbesiedelten Arbeiterwohnort.
Die Zerstörungen des Zweiten Weltkrieges und der Verfall der historischen Bausubstanz lassen heute nichts mehr vom früheren Dorf erkennen. Mit Ausnahme der Moritzburger Straße 76 wurden die letzten Reste des Dorfkerns 1996 zugunsten einer Wohnanlage beseitigt.
Eine Kleingartensparte – „Neudorf e. V.“ mit ca. 21.000 m², im Areal Leipziger- / Moritzburger- / Weimarische / Hartigstraße – erhält seit 1927 die Erinnerung daran aufrecht.
Auf einer 2014–2017 erschlossenen Brache westlich der Moritzburger Straße entstand ein Wohnquartier mit neuen Straßen, eine davon erhielt den Namen Neudorfer Weg.

## Schulwesen

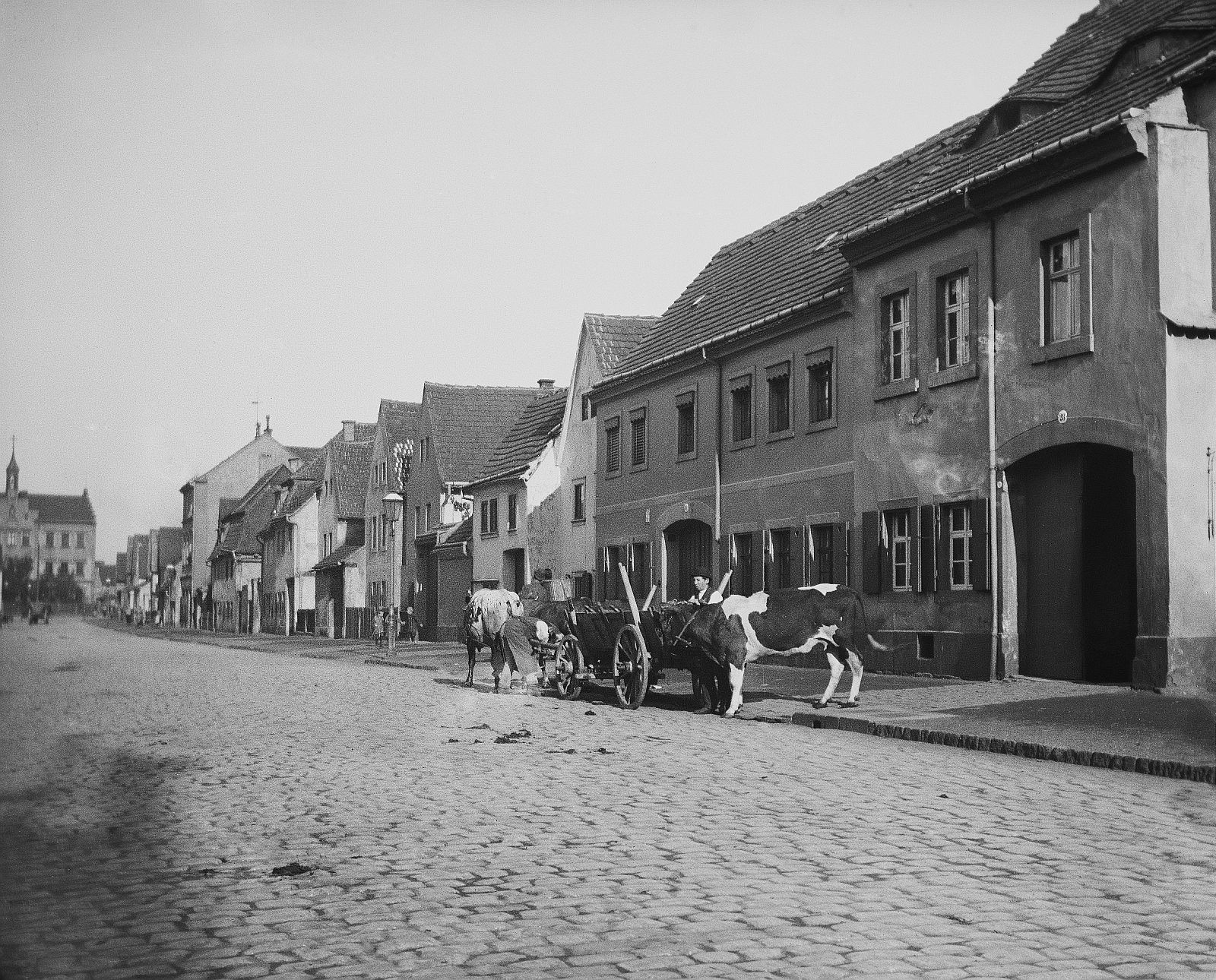
Ansicht der Moritzburger Straße 1895 mit der 8. Bezirksschule

Ursprünglich besuchten die Kinder des Ortes die Schule in Altendresden. Erst durch den Bau eines eigenen Schulhauses 1689/90 wurde der Schulunterricht im Ort durchgeführt. Die Dorfschule befand sich am heutigen Moritzburger Platz und wurde 1881 abgerissen. Zuvor hatte die Gemeinde wegen steigender Schülerzahlen schon 1852 einen Schulneubau beschlossen. Die am 4. Juli 1855 eingeweihte Schule (heute Konkordienstraße 12) wurde nach der Eingemeindung des Ortes als 8. Bezirksschule in das Dresdner Schulnetz eingegliedert und 1871 aufgestockt. Zuletzt diente das Schulhaus bis zu seinem Abbruch 1902 als Asyl für mittellose Einwohner. 1881 entstand ein weiteres Schulgebäude an der Konkordienstraße 12. Das ab 1919 als 8. Volksschule bezeichnete Gebäude wurde 1928/29 modernisiert und beim Luftangriff 1945 schwer beschädigt. Seit Juli 2005 ist es Sitz der 8. Grundschule und der Schule zur Lernförderung A. S. Makarenko.

## Verkehr

### Straßenverkehr
Die Siedlung Neudorf lag verkehrsgünstig zwischen zwei wichtigen Fernstraßen, der heutigen Leipziger Straße und Großenhainer Straße. Diese Straßen stellten zugleich die Verbindung in die nahe gelegene Stadt Dresden dar. Bis Mitte des 19. Jahrhunderts siedelten sich im Ort mehrere Gasthöfe an, welche zugleich als Raststationen für Fuhrleute dienten. Bekanntestes war das spätere Tanz- und Ballhaus "Stadt Bremen" bzw. Filmtheater "Astoria" (Leipziger Straße 58).

### Schienenverkehr
Seit 1838 verläuft die Eisenbahnstrecke Leipzig–Dresden über Neudorfer Flur. Im Osten befand sich der bis 1901 genutzte Leipziger Bahnhof, die älteste Bahnstation in Dresden. Nach seiner Schließung wurden die Bahnanlagen als Güterbahnhof Dresden-Neustadt genutzt. Das 1968 eingerichtete Containerterminal wurde 2005 geschlossen.
1882 erhielt Neudorf Straßenbahnanschluss nach Dresden. Heute wird diese Strecke von den Linien 4 und 9 auf der Leipziger Straße, Linie 3 auf der Großenhainer Straße (1891) und Linie 13 auf der Bürgerstraße (1926) bedient.

### Elbschifffahrt
Als wirtschaftlich bedeutender Verkehrsweg diente auch die südlich des Dorfkerns fließende Elbe. Zahlreiche Einwohner Neudorfs verdienten sich ihren Lebensunterhalt als Schiffer bzw. Elbfischer. Ab 1840 verband eine Elbfähre den Ort mit dem gegenüber liegenden Ostragehege. Betreiber der Fähre war bis 1923 die Dresdner Fischerinnung, danach private Pächter bzw. die Dresdner Verkehrsbetriebe. 1992 wurde der Betrieb eingestellt.